# Марія Анна Австрійська (1882–1940)
Марія Анна Австрійська (нім. Maria Anna von Österreich), також Марія Анна Австро-Тешенська (нім. Maria Anna von Österreich-Teschen) та Марія Анна Габсбург-Лотаринзька (нім. Maria Anna von Habsburg-Lothringen), після шлюбу Марія Анна Бурбон-Пармська (італ. Maria Anna di Borbone-Parma); 6 січня 1882, Лінц, Австро-Угорська імперія — 25 лютого 1940, Лозанна, Швейцарія) — ерцгерцогиня Австрійська з династії Габсбургів, донька герцога Тешенського Фрідріха та принцеси Ізабелли фон Крой, дружина титулярного герцога Парми Елії.

## Біографія
Марія Анна народилась 6 січня 1882 року у Лінці другою дитиною та донькою в родині австрійського ерцгерцога Фрідріха та його дружини Ізабелли фон Крой. Мала старшу сестру Марію Крістіну. За наступні 15 років у Марії Анни з'явилося шестеро молодших сестер та наймолодший брат Альбрехт Франц. Незадовго до його народження батько успадкував від прийомного батька Тешенське герцогство, багато інших земель та майна, і став одним з найбагатших людей в імперії.
Мешкала родина у Лінці та Братиславі. Літню пору року проводили у Вайльбурзькому замку поблизу Відня.
Честолюбна матір сподівалася одружити когось із восьми доньок зі спадкоємцем престолу Австро-Угорщини Францем Фердинандом. Він часто бував у них вдома і можна було сподіватись, що план реалізується. Однак, кронпринц віддав перевагу фрейліні самої Ізабелли і у 1900 році одружився із Софією Хотек.
Марія Анна у віці 21 року побралася із 22-річним пармським принцом Елією. Весілля відбулося 25 травня 1903 року у Відні. У шлюбі народила восьмеро дітей
У 1907 році помер колишній герцог Парми Роберт I. Герцогства Парма не існувало з 1859 року, тож його старший син успадкував лише титул та майно. Оскільки він мав психічну хворобу, опікуном при ньому став молодший брат Елія, чоловік Марії Анни. До нерухомості родини, якою він міг розпоряджатися, входили замок Шварцау-ам-Штайнфельде біля Відня, вілла Піаноре на півночі Італії та замок Шамбор у Франції.
Після Першої світової війни та встановлення республіки родині дозволили залишитися в Австрії, оскільки королівська родина Парми не підлягала дії антигабсбурзьких законів. Їхні землі не були конфісковані.
Марія Анна померла у Швейцарії у віці 58 років. Похована поблизу селища Мьоніхкірхен в Австрії.

## Родина

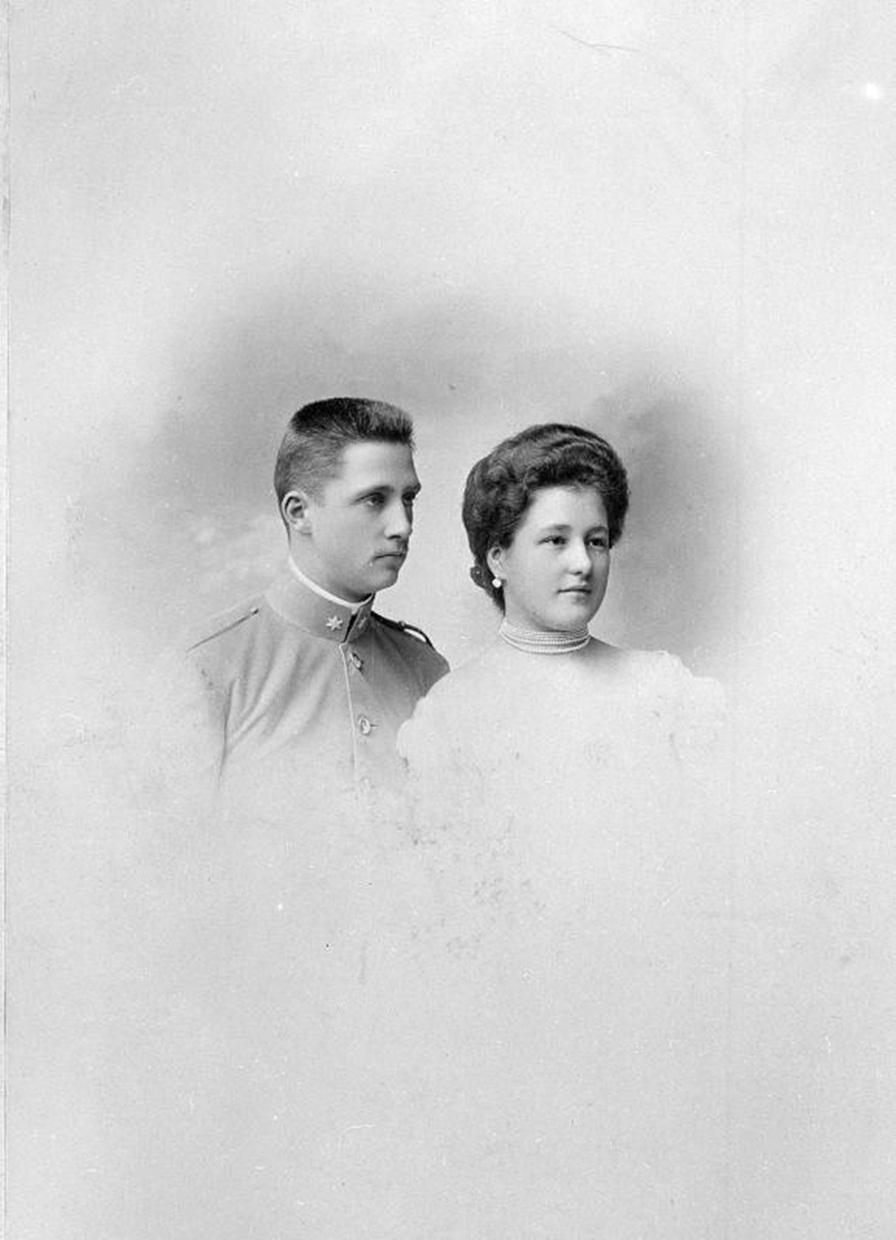
Марія Анна та Елія Бурбон-Пармський, 1903

Чоловік — Елія Бурбон-Пармський
Діти:
- Єлизавета (1904—1983) — одружена не була, дітей не мала;
- Карло (1905—1912) — помер у віці 7 років від поліомієліту;
- Марія (1906—1994) — одружена не була, дітей не мала;
- Роберто (1909—1974) — титулярний герцог Парми у 1959—1974 роках, одруженим не був, дітей не мав;
- Франческо (1913—1939) — одруженим не був, дітей не мав;
- Джованна (1916—1949) — одружена не була, дітей не мала;
- Алісія (1917—2017) — дружина герцога Калабрійського Альфонсо Марії, мала трьох дітей;
- Марія Крістіна (1925—2009) — одружена не була, дітей не мала.

## Титули
- 6 січня 1878—25 травня 1903 — Її Імператорська та Королівська Високість Ерцгерцогиня та Імператорська Принцеса Марія Анна Австрійська, Королівська Принцеса Угорщини та Богемії;
- 25 травня 1903—25 лютого 1940 — Її Імператорська та Королівська Високість Принцеса Марія Анна Бурбон-Пармська, Ерцгерцогиня та Імператорська Принцеса Австрії, Королівська Принцеса Угорщини та Богемії.